# 斜め
| ウィキペディアには「斜め」という見出しの百科事典記事はありません（タイトルに「斜め」を含むページの一覧/「斜め」で始まるページの一覧）。 代わりにウィクショナリーのページ「ななめ」が役に立つかもしれません。 |